# Slag bij Wertingen
Tijdens de Slag bij Wertingen (8 oktober 1805) vielen troepen van het Franse Keizerrijk onder het bevel van de maarschalken Joachim Murat en Jean Lannes een klein Oostenrijks legerkorps aan, dat werd geleid door veldmaarschalk-luitenant Franz Xaver von Auffenberg. Deze veldslag, de eerste in de Ulm-veldtocht, eindigde in een afgetekende Franse overwinning. Wertingen ligt 28 kilometer ten noordwesten van Augsburg. De veldslag was onderdeel van de Derde Coalitieoorlog van de Napoleontische Oorlogen.

## Achtergrond
Keizer Napoleon Bonaparte was met zijn 200.000 man tellende Grande Armée de Rijn overgestoken. Deze enorme massa draaide richting het zuiden en stak ten oosten van het Oostenrijkse leger bij Ulm de Donau over. De Oostenrijkse bevelhebber, generaal Karl Freiherr Mack von Leiberich, had geen weet van de troepenmacht in zijn rug en bleef op zijn plek terwijl Napoleons troepen verder naar het zuiden trokken, waarbij ze Macks verbinding met Wenen afsneden.

## Strijdende partijen
Murats voorhoede bestond uit de zware cavaleriedivisies van divisiegeneraal Louis Klein (16 eskadrons van het 1e, 14e, 20e en 26e Regiment Dragonders) en divisiegeneraal Marc Antoine de Beaumont (18 eskadrons van het 4e, 5e, 8e, 9e, 12e en 16e Regiment Dragonders), de lichte cavaleriebrigade van brigadegeneraal Antoine Lasalle (8 eskadrons van het 9e en 10e Regiment Huzaren); in totaal 42 eskadrons cavalerie. Deze werden gesteund door acht bataljons van de Grenadierdivisie van divisiegeneraal Nicolas Oudinot en drie bataljons van het 28e Regiment Lichte Infanterie.
De troepenmacht van Auffenberg bestond uit 26 bataljons, 20 eskadrons cavalerie en 24 kanonnen, verdeeld over twee divisies. Veldmaarschalk-luitenant Maximilien de Baillets divisie bestond uit het 20e Infanterieregiment Kaunitz, het 8e Infanterieregiment Erzherzog Ludwig, het 62e Infanterieregiment Franjo Jelačić, een brigade van vier grenadierbataljons, het 3e Kurassierregiment Albert en het 6e Chevau-légerregiment Rosenberg. De divisie van veldmaarschalk-luitenant Prins Friedrich Franz Xader von Hohenzollern-Hechingen bestond uit het 25e Infanterieregiment Spork, het 38e Infanterieregiment Württemberg, het 55e Infanterieregiment Reuss-Greitz, het 18e Infanterieregiment Stuart, het 12e Huzarenregiment Palatine en het 4e Chevau-légerregiment Latour.

## Veldslag
Omdat zijn troepen verrast werden door de Franse aanval, was Auffenberg enkel in staat negen bataljons en een eskadron, zo'n 5.500 man, op het slagveld te brengen. Er zijn tegenstrijdige berichten over wat er vervolgens gebeurde. Historicus Digby Smith meent dat de individuele bataljons opgebroken werden door de Franse cavalerie, daarna werden omsingeld en zich vervolgens moesten overgeven. Schrijver H.D. Emmert zegt daarentegen dat de Oostenrijkse grenadiers door het vormen van een vierkant erin slaagden de Franse cavalerieaanvallen af te slaan en dat ze pas verslagen werden toen de Franse grenadiers van divisiegeneraal Oudinot ten tonele verschenen.
De Franse verliezen bedroegen 319 doden en gewonden. Aan Oostenrijkse zijde vielen 400 doden en gewonden en werd er 2.900 man gevangengenomen. Historicus David Chandler houdt het echter op 2.000 Oostenrijkse gevangenen. Hoe het ook zij, doordat de verbinding met Wenen afgesneden was, waren de Oostenrijkers gedwongen zich richting het westen terug te trekken, naar hun basis bij Ulm.